# Brindis

Brindis en un banquete; Obra (óleo sobre tela) del pintor Peder Severin Krøyer.

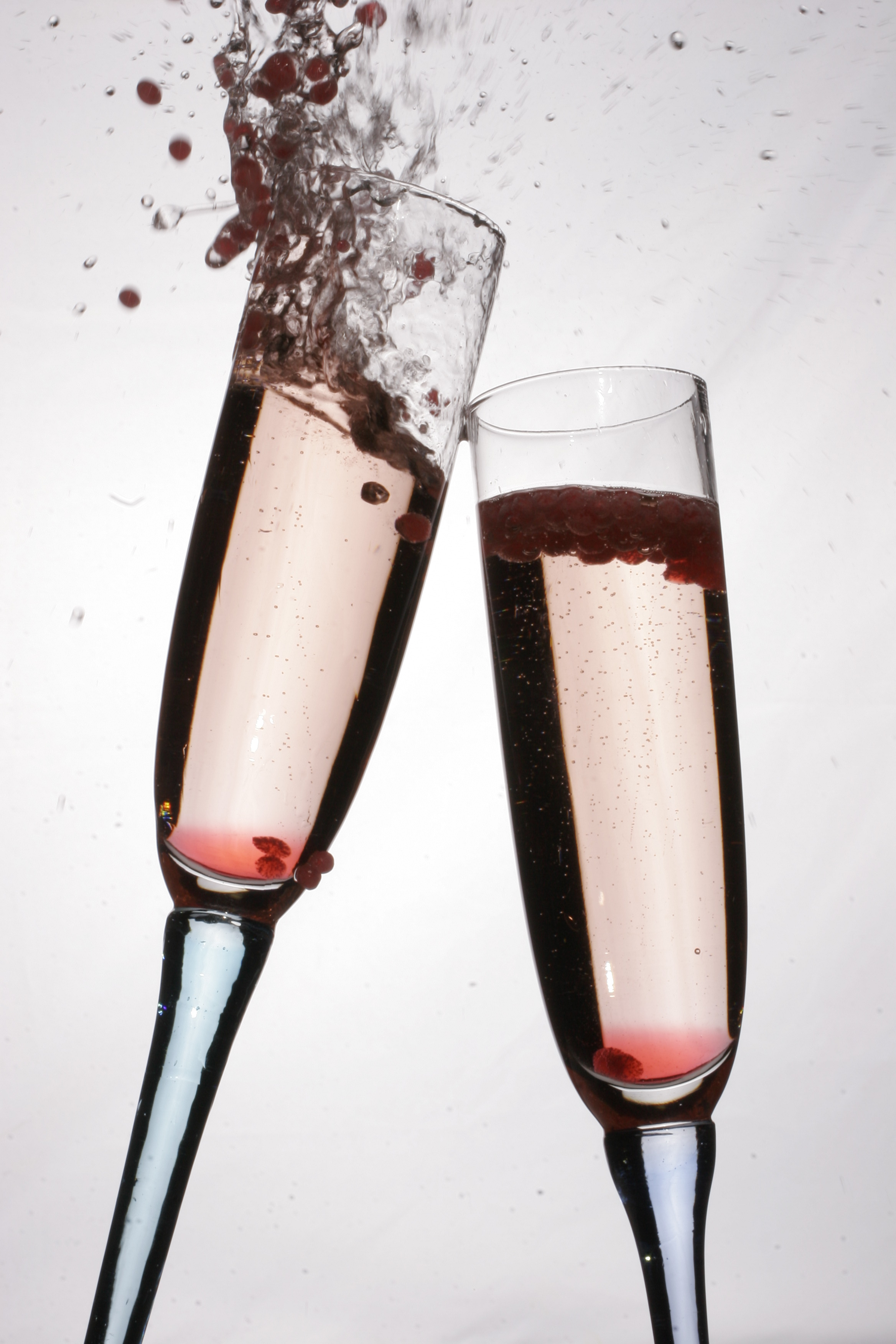
Alegoría de un brindis.

El brindis es el momento de una celebración en el que los invitados levantan y acercan sus copas, para así manifestar buenos deseos. En la lengua española, en el momento de realizar un brindis, es tradicional pronunciar la interjección «chinchín» sin que ninguna otra palabra sea pronunciada, aunque también se llama brindis a la acción misma de brindar y a las palabras que se dicen en dicho momento, generalmente expresión de buenos deseos o felicitaciones. Tras el acto es costumbre beber la bebida contenida en las copas o vasos. El término procede de la frase alemana bring dir’s, que significa «te lo ofrezco» y que solía pronunciarse al brindar.

## Origen
Se piensa que el acto de brindar se originó en el siglo IV a. C., pero se realizaba por una razón distinta a la actual. En la antigua Roma para asesinar a alguien era usual que se envenenaran las copas, por lo que los anfitriones, como símbolo de confianza, chocaban fuertemente las copas con sus invitados, lo que producía que el líquido de una copa pasara a la otra. De este modo quedaba claro que no había ningún tipo de envenenamiento, pues los dos que hacían el brindis bebían lo mismo.
Otra teoría afirma que en la época vikinga se decía que del vino disfrutan todos los sentidos menos el oído. Con el chocar de las copas, este sentido también participaba del gozo de la bebida.
La obra International Handbook on Alcohol and Culture, editada en 1995, comenta sobre el brindis:

… es una práctica social que probablemente se remonta a las antiguas libaciones, sacrificios en los que se ofrecía un líquido sagrado a los dioses: sangre o vino, a cambio de un deseo, elevando una súplica que se resume en las palabras "¡que sea por muchos años!" o "¡a tu salud!".

La Encyclopædia Britannica, en su edición de 1910, tomo 13, página 121, dice:

La costumbre de beber "a la salud" de los vivos muy probablemente se deriva del antiguo rito religioso de brindar por los dioses y por los muertos. En las comidas, los griegos y los romanos efectuaban libaciones [derramaban vino o licores] en honor de sus dioses, y en banquetes ceremoniales, brindaban por ellos y por los fallecidos". (...) Íntimamente relacionado con estas costumbres de beber casi sacrificiales, tiene que haber estado siempre el acto de brindar por la salud de hombres vivos.

El significado de brindar es ofrecer una cosa ya sea un producto o lo que se esté vendiendo a cambio de un deseo.

## Descripción general

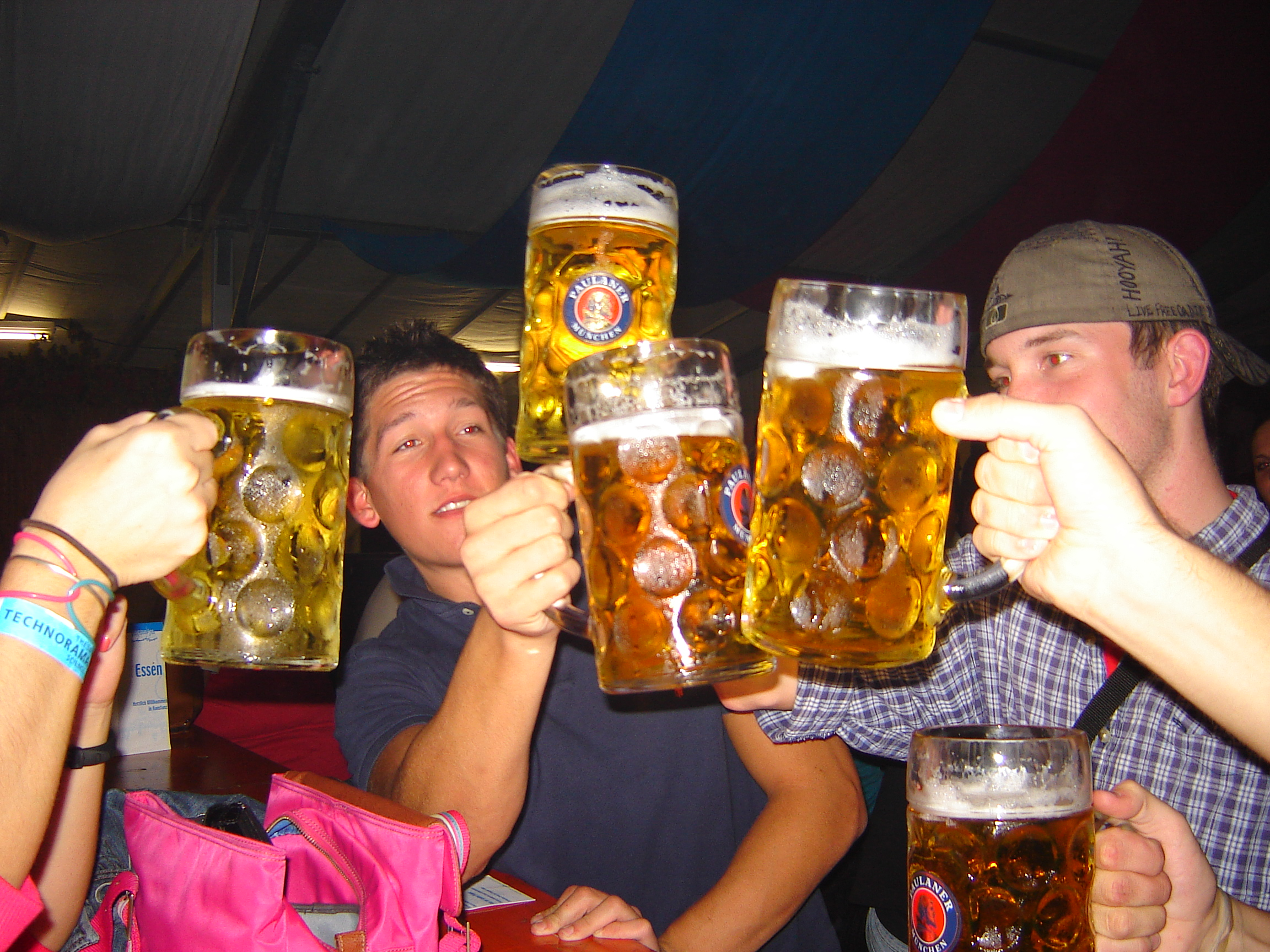
Brindis en una fiesta Oktoberfest (en alemán significa fiesta de octubre).

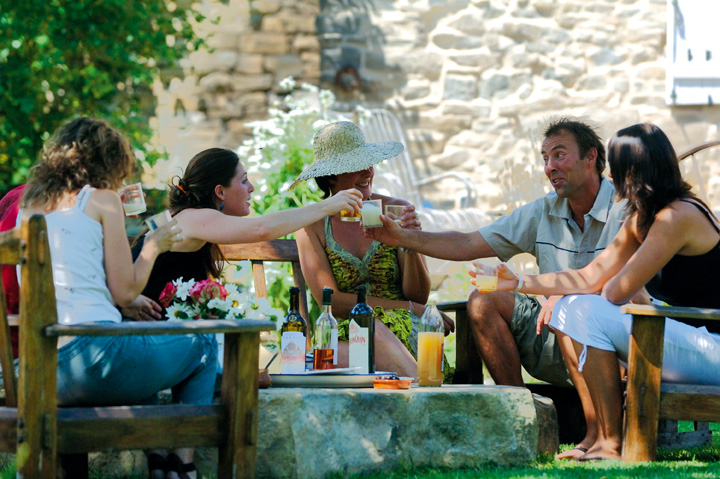
Brindis en la región de Provenza-Alpes-Costa Azul, Francia.

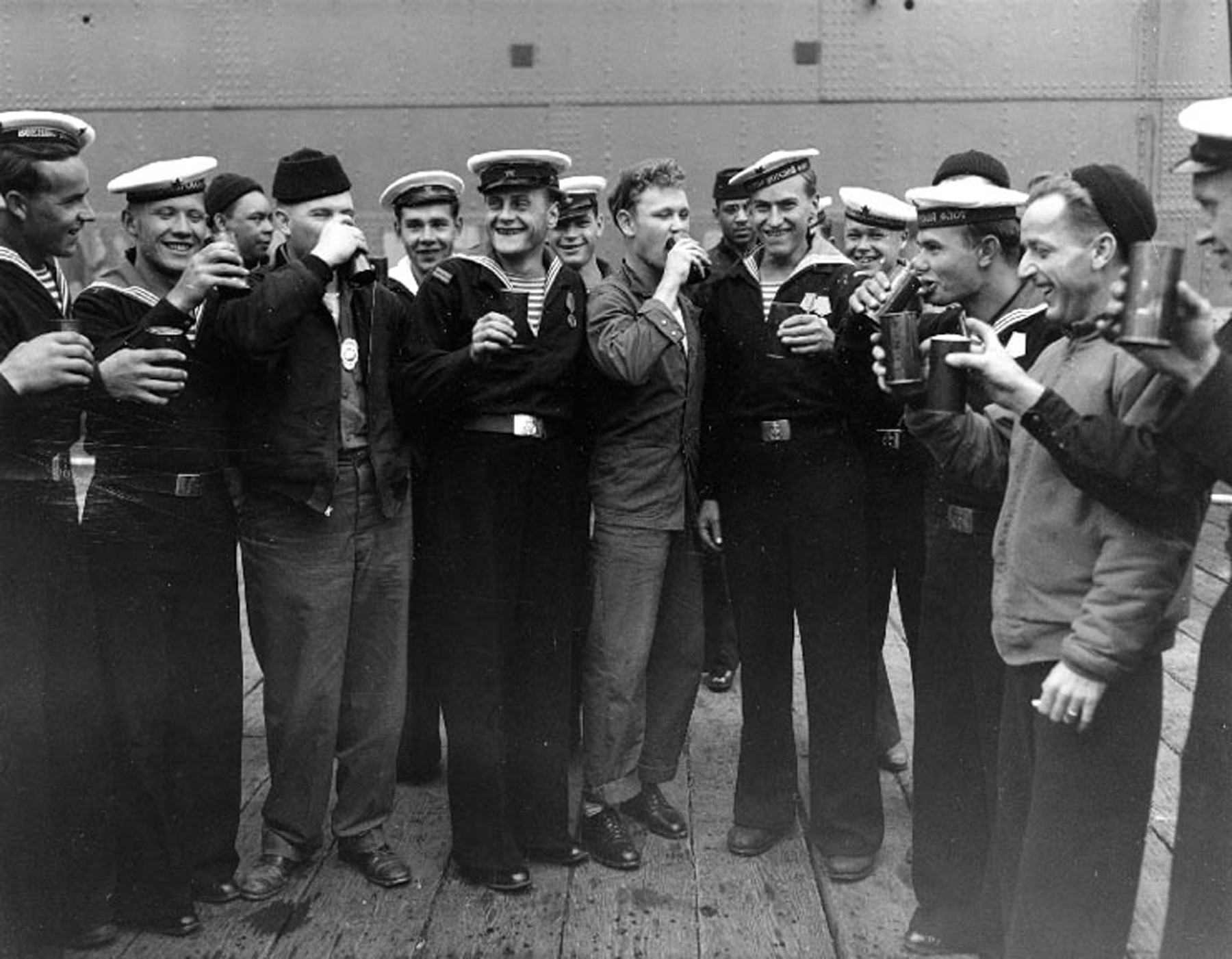
Marineros estadounidenses y soviéticos en Alaska, celebrando la rendición del Imperio del Japón el 14 de agosto de 1945, lo que puso punto final a la Segunda Guerra Mundial.

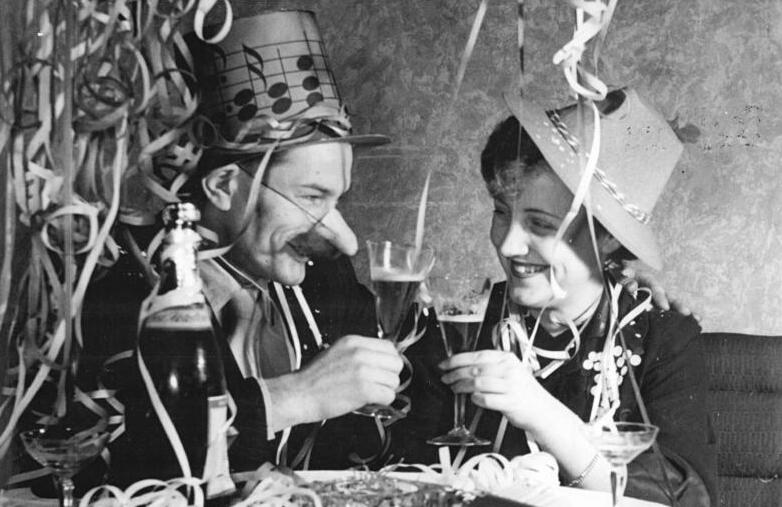
Festejando el Año Nuevo de 1953 en Alemania.

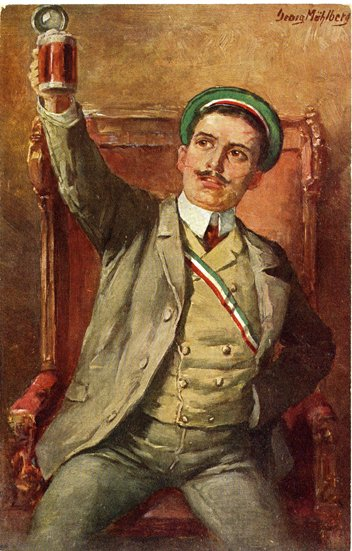
Festejando.

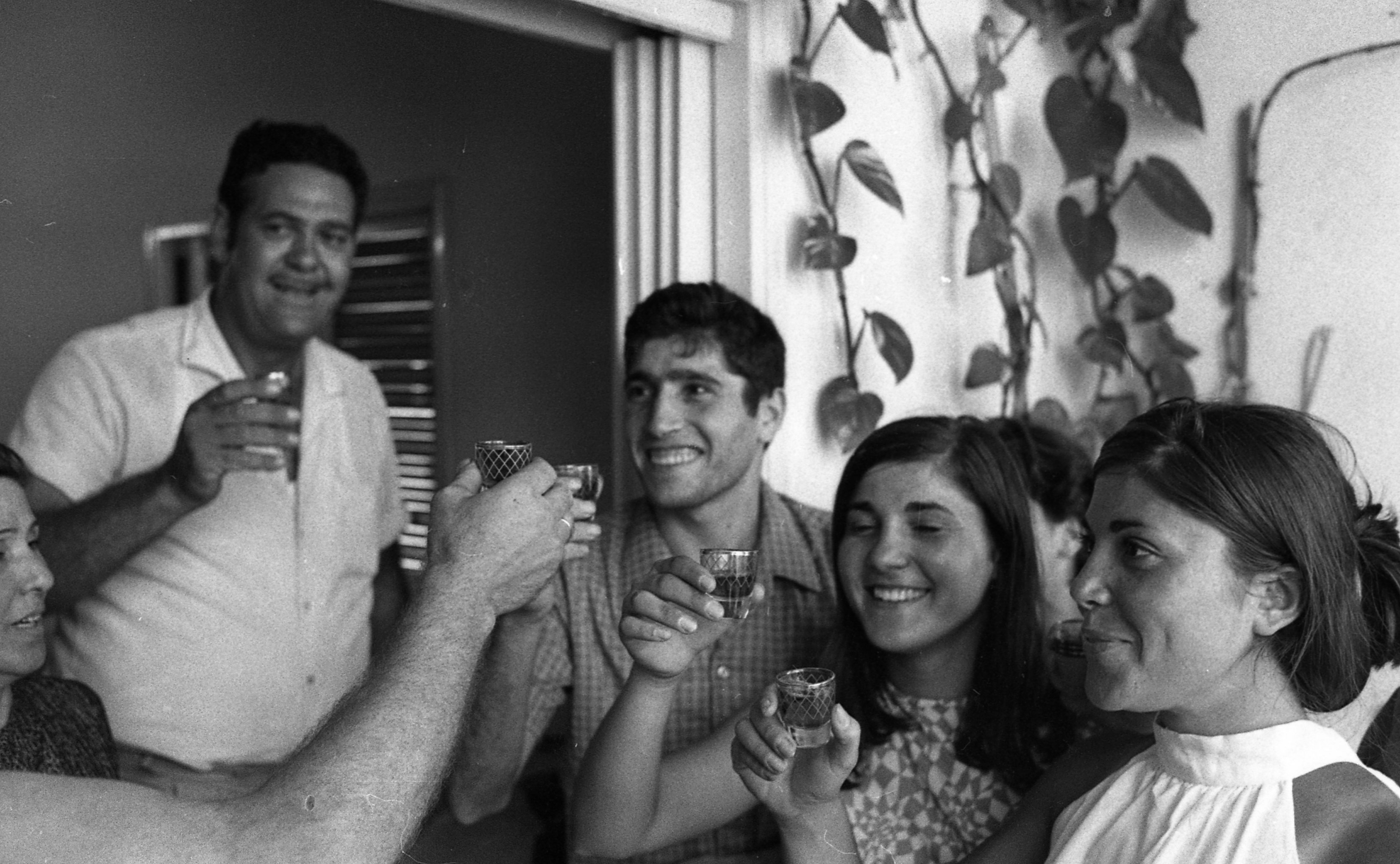
Brindis, Israel 1969

El acto del brindis se divide en tres partes. El brindis verbal, el acuerdo y el trago simbólico. En la parte verbal una persona indica una razón para el brindis. Esta puede ser tan simple como “¡Salud!” o “¡Por los aquí presentes!” o tan compleja como una anécdota seguida de una declaración de buena voluntad (por ejemplo: “deseo que vuestra unión dure para siempre”). Todos los presentes ratifican lo dicho levantando sus copas en el aire, lo cual a menudo se acompaña de sonoros gritos o murmullos de aprobación, ya sea repitiendo las palabras del brindis (“¡Salud!”) o confirmando el sentimiento en términos como “¡Por los novios!” o similar, a lo cual sigue el choque de los vasos o copas con el del resto de las personas a su alcance. El trago es una forma de confirmar el deseo y no importa si es un pequeño sorbo o un gran trago.
Un caso de brindis en el que falta el elemento del acuerdo es el “Memory Inmortal” que se suele realizar el Trafalgar Day (Día de Trafalgar) en la cena de la Marina Real Británica a bordo del HMS Victory en memoria del Almirante Nelson en el que la bebida se toma en total silencio.
El brindis se debe realizar con algún tipo de bebidas alcohólicas normalmente champán para ocasiones especiales. A menudo se mezclan bebidas entre los participantes, por ejemplo cuando hay gente que bebe sidra en lugar de champán.

## Ejemplos
Ejemplos de sitios donde tradicionalmente se suele brindar son:
- En un banquete de boda de las bodas occidentales, el padrino suele proponer un brindis (levantando su copa) en forma de buenos deseos y felicitaciones a los recién casados, después del cual los comensales levantan su copa (generalmente de champán) y las chocan con quien tengan al lado.
- En las fiestas de Navidad y Año Nuevo de algunos países.
- En un cumpleaños.
- Para sellar un pacto entre Nobles.

## Brindis en Hungría
El desconocimiento de ciertas tradiciones o supersticiones locales siempre puede dar lugar a malentendidos. En este caso, si visitamos Hungría, hay que tener en cuenta un curioso dato: allí está mal visto brindar con cerveza.
Los magiares tienen un fuerte sentimiento nacional y aún recuerdan como los austriacos celebraron la victoria después de aplastar una revuelta húngara en el siglo XIX: precisamente brindando con jarras de cerveza. Desde entonces se considera irrespetuoso imitar esta acción. Los turistas se pueden encontrar con miradas desaprobadoras si lo hacen, y probablemente alguien les avisará, amablemente, de que eso no está bien visto. Incluso durante 150 años estuvo prohibido por ley (desde 1848 hasta 1998).
Afortunadamente existen alternativas como brindar con el delicioso vino Tokaji. El zar ruso Pedro el Grande admiraba tanto este vino blanco dulce que mandó a un ejército de cosacos para proteger el corredor entre Hungría y San Petersburgo. También se puede tomar un chupito del popular licor de hierbas Unicum.

## Brindis en los países del Cáucaso
Entre la gente del Cáucaso, especialmente los georgianos el brindis es una mezcla de tradiciones elaboradas y rituales, en el que los discursos del brindis son una parte importante del folclore. La sucesión de los brindis es dirigida por el tamadá o maestro de ceremonias de la mesa. Estos discursos empiezan como especie de parábola en la que la frase final es una vuelta de tuerca que constituye el verdadero brindis. El brindis más celebrado es aquel que empieza con una historia aparentemente sin relación alguna con la ocasión, pero que termina con una conclusión que acaba relacionándolas de forma inesperada.
Un ejemplo, corto y simple pero típico sería:

"Un pájaro robó un collar que pertenecía al tesoro del rey y se lo llevó volando a las montañas más altas. Una ráfaga de aire arrancó la cuerda del collar esparciendo sus gemas por todo el mundo… Es una suerte haber encontrado una de ellas hoy aquí. ¡Un brindis por María!"

## El Brindis en la Poesía Popular
En la poesía popular chilena se conoce como Brindis a la composición poética, escrita normalmente en décimas, en que se hace referencia a un oficio, personaje o situación. Este "brindis" normalmente se recita y es común encontrarlo al inicio de la cueca.
| "Brindo por Super Cifuentes,   |
| un pelao justiciero,           |
| que disfrazado de obrero       |
| "pasa piola" entre las gentes. |
| Sus poderes son potentes       |
| y yo hago salud por eso,       |
| pero aquí yo les confieso,     |
| y no se los digo en broma,     |
| es un héroe "maoma"            |
| pues siempre termina preso".   |